# 4325 Guest
4325 Guest este un asteroid din centura principală, descoperit pe 18 aprilie 1982 de Edward Bowell.